# Conrad Cichorius
Conrad Cichorius, né le 25 mai 1863 à Leipzig en royaume de Saxe et mort le 20 janvier 1932 à Bonn en Allemagne, est un historien et philologiste classique allemand.

## Biographie
Cichorius étudie à la nouvelle école Nicolas de Leipzig (de). Après son baccalauréat, il étudie de 1882 à 1887 à l'université de Fribourg-en-Brisgau, à l'université de Leipzig et à l'université Frédéric-Guillaume de Berlin, où il suit notamment les cours de Theodor Mommsen. À partir de 1883, il est membre du Corps Suevia Freiburg (de).
En 1887, il obtient son doctorat à Leipzig avec une thèse sur les Fastes consulaires romains. En 1888, il admis à l'université de Leipzig, avec un travail sur Rome et Mytilène, et devient conférencier en 1898. Il réalise une publication commentée des reliefs de la colonne Trajane. En 1900, il est professeur titulaire à l'université Friedrich-Wilhelm en Silésie. En 1916, il rejoint l'université de Bonn, dont il est recteur 1923 à 1928.
Parmi ses élèves figurent Walter Otto et Helmut Berve.

## Publications
- (la) De Fastis consularibus antiquissimis, dissertatio inauguralis, quam scripsit Conradus Cichorius, 1886

- (de) Rom und Mytilene, Leipzig, Teubner, 1888

- (de) Die Reliefs der Traianssäule. Erster Tafelband: "Die Reliefs des Ersten Dakischen Krieges", Tafeln 1-57, Berlin, Verlag von Georg Reimer, 1896

- (de) Die Reliefs der Traianssäule. Zweiter Tafelband: "Die Reliefs des Zweiten Dakischen Krieges", Tafeln 58-113, Berlin, Verlag von Georg Reimer, 1900

- (de) Die Reliefs des Denkmals von Adamklissi, Leipzig, 1897

- (de) Untersuchungen zu Lucilius, Berlin, 1908

- (de) Römische Studien. Historisches, Epigraphisches, Literaturgeschichtliches aus vier Jahrhunderten Roms, Leipzig/Berlin, 1922